# بو ژست (فیلم ۱۹۳۹)
بو ژست (فرانسوی: Beau Geste‎) فیلمی در ژانر ماجراجویی، جنگی و درام به کارگردانی ویلیام ولمن است که در سال ۱۹۳۹ منتشر شد.
این فیلم، بازسازی صحنه‌به‌صحنهٔ یک فیلم صامت به همین نام و محصول ۱۹۲۶ است و مشهورترین اقتباس سینمایی رمان بو ژست نیز محسوب می‌شود. این فیلم با واکنش مثبت منتقدان مواجه شد.
در ضمن، این فیلمِ بو ژست، اولین فیلمی است که در آن، ۴ هنرپیشهٔ مرد و زنِ برندهٔ اسکار، نقش‌های اصلی را بر عهده دارند. برایان دانلوی نامزد دریافت جایزه اسکار بهترین بازیگر نقش مکمل مرد شد.

## بازیگران
- گری کوپر
- ری میلند
- رابرت پرستون
- برایان دانلوی
- سوزان هیوارد
- جی. کارول نایش
- آلبرت دکر
- برودریک کرافورد
- جیمز استفنسون
- دانالد اوکانر
- جروم استورم
- چارلز بارتون
- فرانسیس مک‌دانلد
- نستور پائیوا
- جورج رگاس
- هیثر تاچر
- ان گیلیس
- بیلی کوک
- جینو کورادو